# بیلاکسی (میسیسیپی)
بیلاکسی (به انگلیسی: Biloxi) شهری در ایالت میسیسیپی کشور ایالات متحده آمریکا است که جمعیت آن در سرشماری سال ۲۰۱۰ میلادی، ۴۴٬۰۵۴
نفر بوده‌است.

## نگارخانه

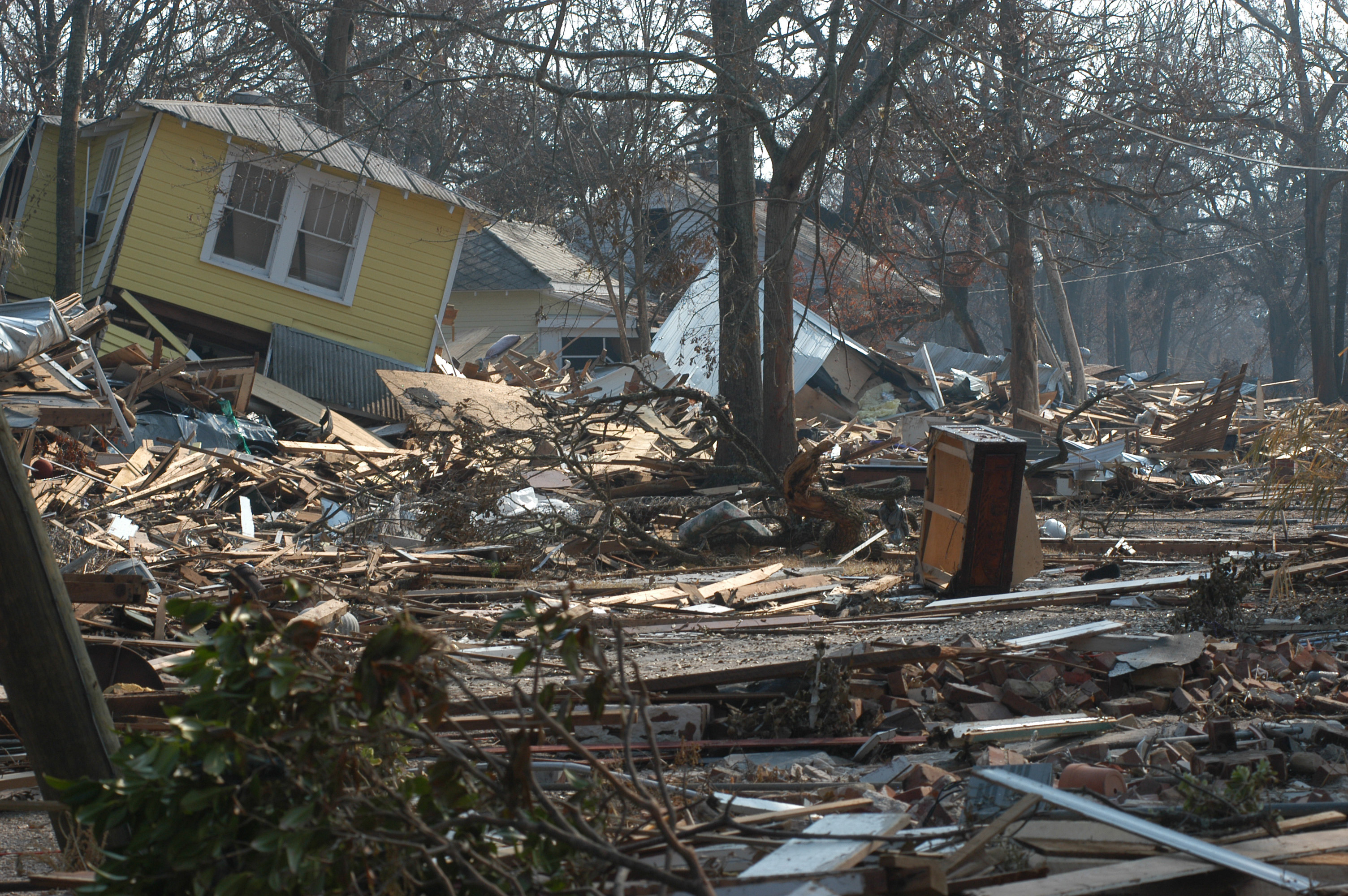
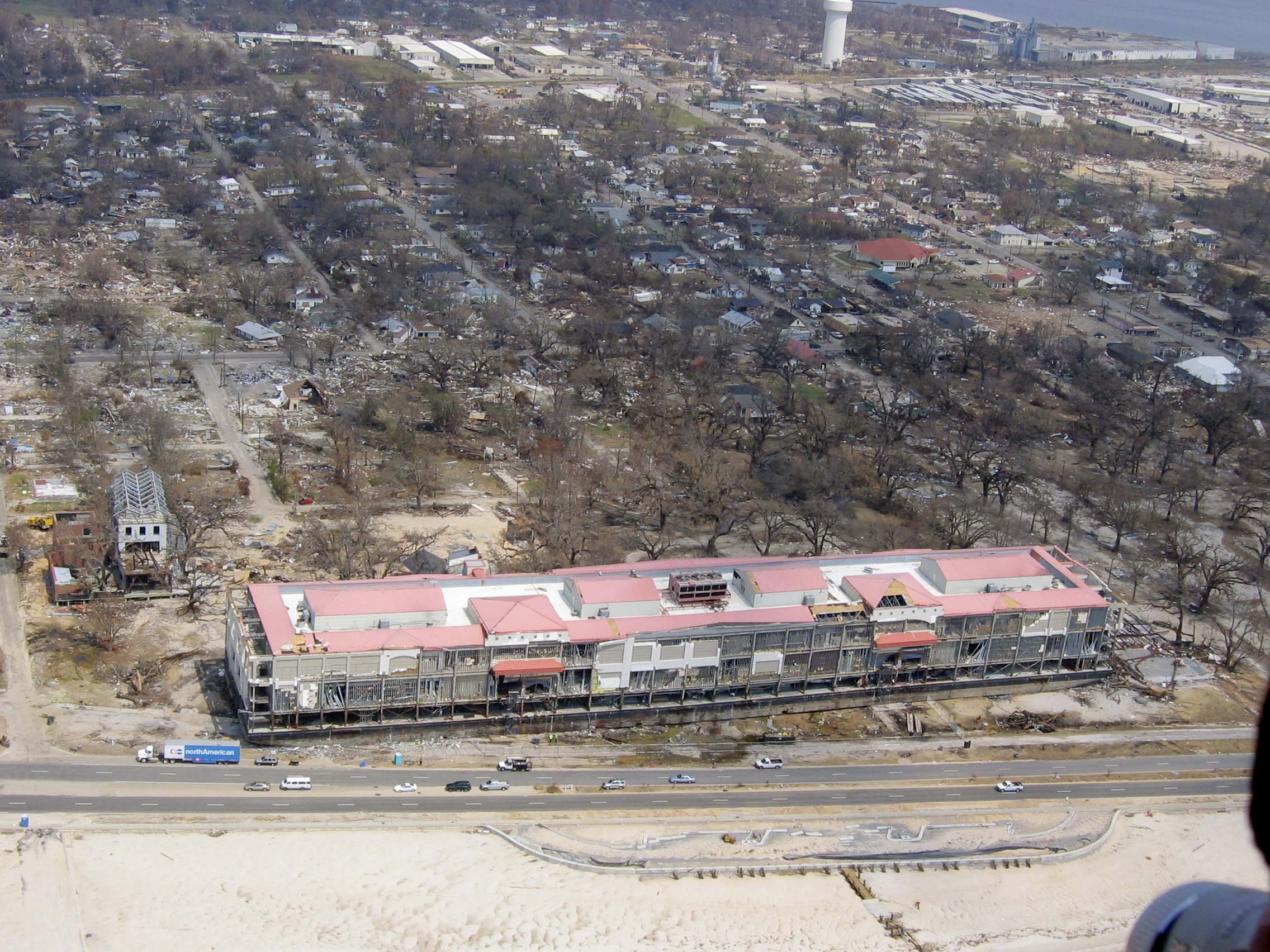
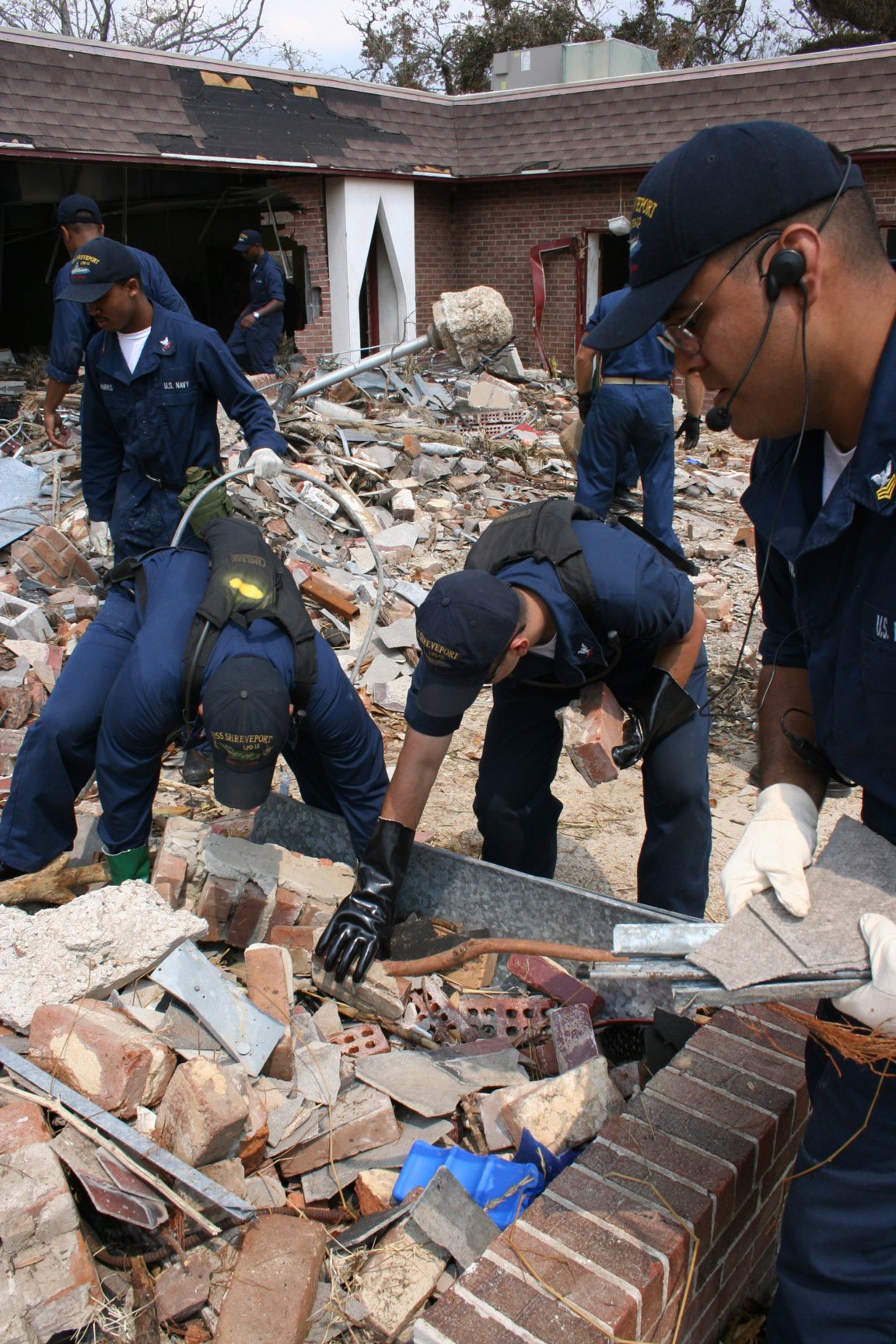
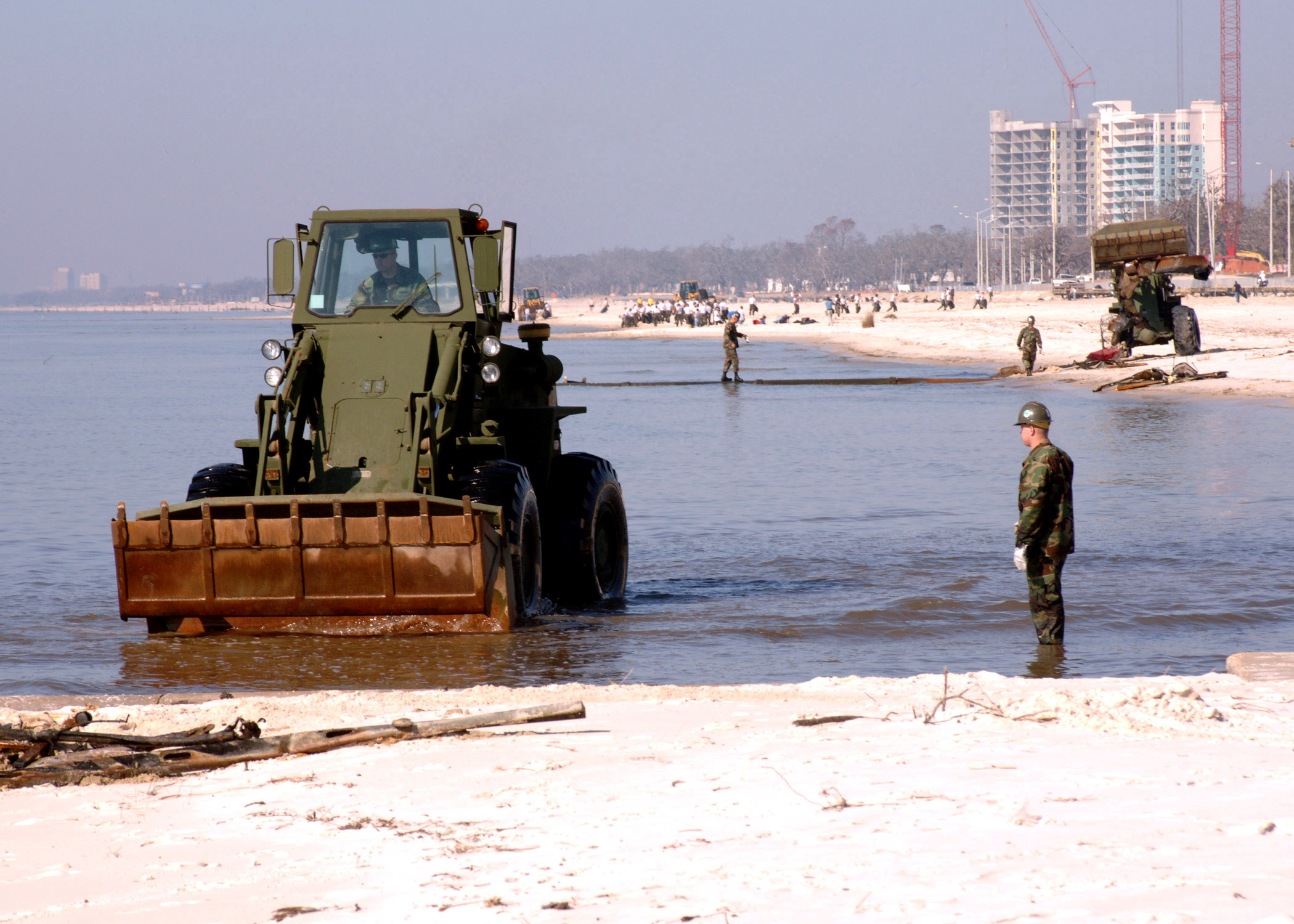
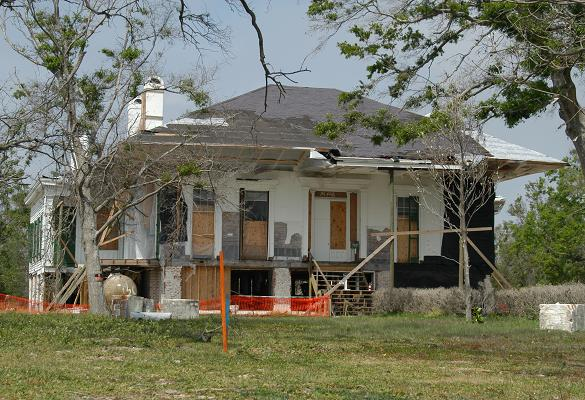

## جستارهای وابسته

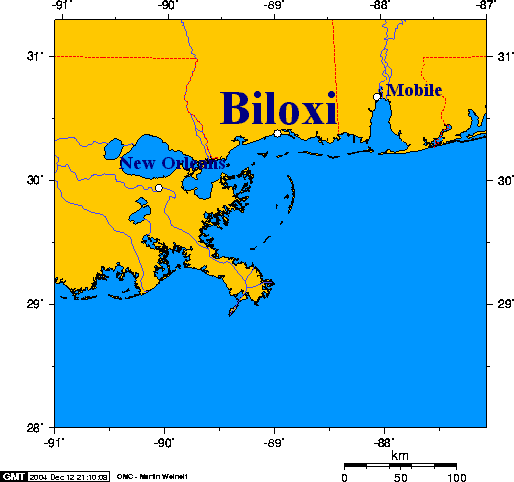

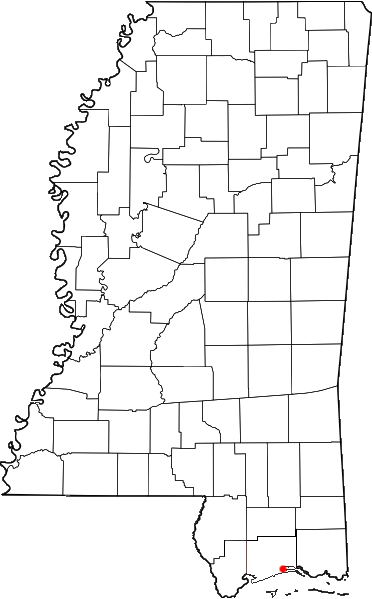